# 派里尼亚克
派里尼亚克（法語：Payrignac，法語發音：[pɛʁiɲak]）是法国洛特省的一个市镇，位于该省西北部，属于古尔东区。

## 地理
派里尼亚克（44°45'21"N, 1°21'1"E）面积21.64 平方千米，位于法国奧克西塔尼大區洛特省，该省份为法国西南部内陆省份，北起顺时针与科雷兹省、康塔爾省、阿韦龙省、塔恩-加龙省、洛特-加龍省和多尔多涅省接壤。
与派里尼亚克接壤的市镇（或旧市镇、城区）包括：米亚克、纳比拉、昂格拉尔-诺扎克、古尔东、莱奥巴尔、圣西尔克马德隆。
派里尼亚克的时区为UTC+01:00、UTC+02:00（夏令时）。

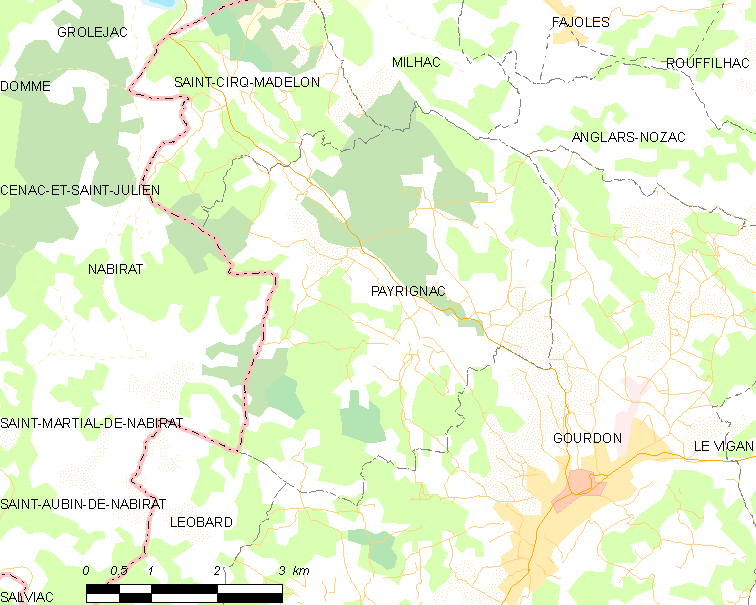
派里尼亚克的OSM定位图

## 行政
派里尼亚克的邮政编码为46300，INSEE市镇编码为46216。

## 政治
派里尼亚克所属的省级选区为古尔东县。

## 交通
洛特省省道D17线、D47线和D704线在境内交汇。

## 人口

1962-2008年间派里尼亚克人口变化图示

派里尼亚克于2022年1月1日时的人口数量为654人。